# المجموعة الصينية للسكك الحديدية رقم 5
المجموعة الصينية للسكك الحديدية رقم 5 (اختصارًا باسم CR5) هي شركة تابعة لمجموعة تكتل النقل، مجموعة سكك حديد الصين. محلياً تقوم أساساً ببناء خطوط مترو الأنفاق والسكك الحديدية عالية السرعة. كما أن الشركة مقاول لخط سكة حديد في سنغافورة. خارج آسيا، تعد الشركة مقاولًا لمشاريع الطرق في جميع أنحاء إفريقيا، حيث تنشط في بنين وغانا وأوغندا وليبيريا وزيمبابوي.
وهي نشطة في بنين، حيث تقوم ببناء طريق من غودومي إلى كوتونو، وهو مشروع ممول من البنك الدولي. شكك نجاح الشركة في بنين والأسعار الأقل بكثير التي تقدمها من المنافسين في مستقبل شركة كولاس جروب، وهي شركة بناء فرنسية ذات تاريخ طويل في البلاد.
في غانا، تقوم الشركة ببناء جسر الطريق السريع الجديد، الذي يربط طريق سبينتيكس إلى إيست ليجون.